# A Skeletal Domain
A Skeletal Domain is het dertiende studioalbum van Cannibal Corpse. Het album werd uitgebracht op 16 september 2014 bij Metal Blade Records.

## Tracklist
| Nr. | Titel                        | Schrijver(s)          | Duur |
| --- | ---------------------------- | --------------------- | ---- |
| 1.  | High Velocity Impact Spatter | Mazurkiewicz, O'Brien | 4:06 |
| 2.  | Sadistic Embodiment          | Mazurkiewicz, O'Brien | 3:17 |
| 3.  | Kill or Become               | Barrett               | 3:50 |
| 4.  | A Skeletal Domain            | Mazurkiewicz, O'Brien | 3:38 |
| 5.  | Headlong Into Carnage        | Webster               | 3:01 |
| 6.  | The Murderer's Pact          | Webster               | 5:05 |
| 7.  | Funeral Cremation            | Mazurkiewicz, O'Brien | 3:41 |
| 8.  | Icepick Lobotomy             | Barrett               | 3:16 |
| 9.  | Vector of Cruelty            | Webster               | 3:25 |
| 10. | Bloodstained Cement          | Webster               | 3:41 |
| 11. | Asphyxiate to Resuscitate    | Mazurkiewicz, Barrett | 3:47 |
| 12. | Hollowed Bodies              | Mazurkiewicz, O'Brien | 3:05 |

## Bandleden
- George Fisher - Zang
- Pat O'Brien - Gitaar
- Rob Barrett - Gitaar
- Alex Webster - Basgitaar
- Paul Mazurkiewicz - Drums